# ギュンター・コーツ
ギュンター・コーツ（Günter Kootz, 1929年2月7日 - ）は、ドイツのピアニスト。
ゲルリッツの出身。1946年にライプツィヒ音楽院に入学して、ルドルフ・フィッシャーに師事。1948年にはヴァイマルで開催されたリスト・ピアノ・コンクールで一位入賞を果たし、1951年に音楽院を卒業した。音楽院在学中から、ヘルマン・アーベントロートと共演し、その後も、フランツ・コンヴィチュニーやロルフ・クライネルト、ヴァーツラフ・ノイマンといった名指揮者たちと共演をしている。1954年にはライプツィヒ大学で学位を取得して教授となった。

## 脚註
1. ↑  アーカイブ 2016年9月1日 - ウェイバックマシン
2. ↑  アーカイブ 2016年3月4日 - ウェイバックマシン
3. ↑  ギュンター・コーツ - Discogs（英語）